# Anthology Film Archives
L'Anthology Film Archives è un centro internazionale per la conservazione, lo studio e l'esposizione di film e video, con una attenzione particolare per il cinema indipendente, sperimentale e d'avanguardia. La sala cinematografica e l'archivio sono dislocati al 32 Second Avenue all'angolo di East Second Street nell'East Village di Manhattan a New York. L'archivio è uno dei più vasti al mondo per quel che riguarda il cinema d'avanguardia e sperimentale ed è l'unica organizzazione non a scopo di lucro newyorkese di questo genere che riesce a mantenersi indipendente tramite l'autosufficienza finanziaria, con circa 1000 proiezioni pubbliche programmate ogni anno, incontri settimanali con gli artisti ed il loro lavoro, e con pubblicazioni storiche e scolastiche di libri e cataloghi. L'Anthology Film Archives conserva poi circa 20.000 film e 5.000 videocassette. Conserva poi una vasta collezione di libri e materiale cartaceo e documentando così la storia del film e del video come arte, sia Americana che internazionale, consentendone l'accesso a studenti, ricercatori, scrittori, artisti e curatori.

## Storia del Anthology Film Archives

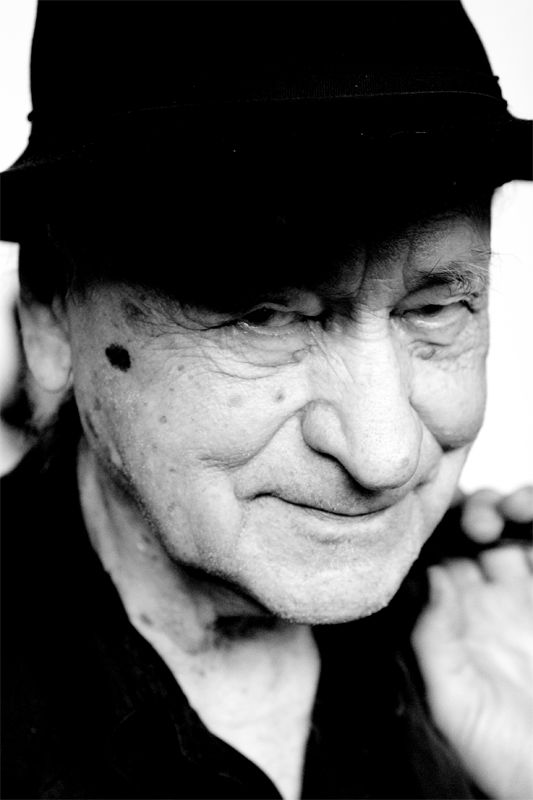
Jonas Mekas: uno dei fondatori del AFA

L'Anthology Film Archives nacque come evoluzione della Film-Makers' Cooperative quando il suo fondatore Jonas Mekas immaginò e lavorò per la realizzazione di una struttura permanente dove un numero sempre crescente di film indipendenti e d'avanguardia potessero essere mostrati regolarmente. Tale sogno divenne realtà nel 1969, quando Jerome Hill, P. Adams Sitney, Peter Kubelka, Stan Brakhage e Jonas Mekas disegnarono un piano per la creazione di un museo dedicato alla visione di opere dell'arte cinematografica dallo spirito e dalla sensibilità avanguardista. Dopo la formazione di un comitato di selezione dei film formato da James Broughton, Ken Kelman, Peter Kubelka, Jonas Mekas, e P. Adams Sitney, fu stabilita conformazione della collezione base dei film e la struttura della nuova istituzione.
L'Anthology Film Archives fu inaugurata il 30 novembre 1970 al Joseph Papp's Public Theater con la sponsorizzazione di Jerome Hill. Dopo la morte di Hill nel 1974 la AFA fu trasferita al 80 Wooster Street a SoHo. Spinti dalla necessità di nuovi spazi adeguati, nel 1979 fu acquistato l'edificio di Second Avenue Courthouse a Manhattan, che fu adeguato agli scopi dell'archivio, con due sale di proiezione, una biblioteca, un reparto conservazione, uffici e galleria, al costo di $1,450,000, dagli architetti Raimund Abraham e Kevin Bone. L'inaugurazione del nuovo spazio avvenne il 12 ottobre 1988, trovando finalmente lo spazio di ricerca e presentazione ideale.

## Alcuni artisti rappresentati nella collezione
- Kenneth Anger
- Bruce Baillie
- Wallace Berman
- Stan Brakhage
- Robert Breer
- James Broughton
- Mary Ellen Bute
- Shirley Clarke
- Bruce Conner
- Tony Conrad
- Joseph Cornell
- Storm de Hirsch
- Manuel De Landa
- Maya Deren
- Robert Downey, Sr.
- Ed Emshwiller
- Fluxus
- Hollis Frampton
- Robert Frank
- Ernie Gehr
- Alexander Hammid
- Hilary Harris
- Jerome Hill
- Ken Jacobs
- Larry Jordan
- Marjorie Keller
- Peter Kubelka
- George Kuchar
- Mike Kuchar
- George Landow
- Alfred Leslie
- Helen Levitt
- Willard Maas
- Gregory Markopoulos
- Marie Menken
- Taylor Mead
- Jonas Mekas
- Sidney Peterson
- Ron Rice
- Hans Richter
- Lionel Rogosin
- Carolee Schneemann
- Paul Sharits
- Harry Smith
- Jack Smith
- Michael Snow
- Warren Sonbert
- Stan Vanderbeek
- Andy Warhol

## Nella cultura di massa
Nel 2004 l'Anthology Film Archives, fu usato come facciata esterna del laboratorio del Dottor Octopus nel film Spider-Man 2.